# British Academy Film Awards 1997

Die Royal Albert Hall, der Veranstaltungsort

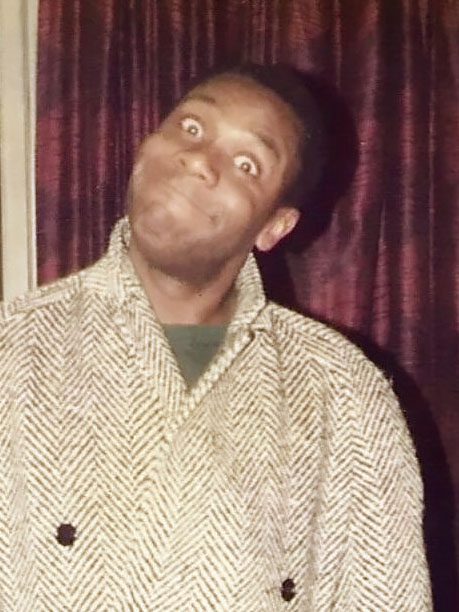
Comedian Lenny Henry, Gastgeber des Abends

Die 50. Verleihung der British Academy Film Awards fand am 29. April 1997 in der Royal Albert Hall, London statt. Die Filmpreise der British Academy of Film and Television Arts (BAFTA) wurden in 20 Kategorien verliehen, hinzu kamen drei Spezial- bzw. Ehrenpreis-Kategorien. Die Verleihung zeichnete Filme des Jahres 1996 aus. Gastgeber des Abends war der britische Comedian Lenny Henry.
| Film                                   | N  | A |
| -------------------------------------- | -- | - |
| Der englische Patient                  | 13 | 6 |
| Shine – Der Weg ins Licht              | 9  | 2 |
| Evita                                  | 8  | 0 |
| Lügen und Geheimnisse                  | 7  | 3 |
| Fargo                                  | 6  | 1 |
| Richard III.                           | 5  | 2 |
| Brassed Off – Mit Pauken und Trompeten | 3  | 0 |
| Der verrückte Professor                | 2  | 1 |
| Hamlet                                 | 2  | 0 |
| Hexenjagd                              | 2  | 1 |
| Independence Day                       | 2  | 0 |
| Michael Collins                        | 2  | 0 |

## Preisträger und Nominierungen
Mit 13 Nominierungen galt Anthony Minghellas Der englische Patient im Vorfeld als großer Favorit; mit sechs Auszeichnungen wurde er schließlich erfolgreichster Film des Abends. Alan Parkers Evita ging bei acht Nominierungen leer aus.

### Bester Film
Der englische Patient (The English Patient) – Saul Zaentz, Anthony Minghella
Fargo – Joel Coen, Ethan Coen
Lügen und Geheimnisse (Secrets & Lies) – Simon Channing-Williams, Mike Leigh
Shine – Der Weg ins Licht (Shine) – Jane Scott, Scott Hicks

### Bester britischer Film
Lügen und Geheimnisse (Secrets & Lies) – Simon Channing-Williams, Mike Leigh
Brassed Off – Mit Pauken und Trompeten (Brassed Off) – Steve Abbott, Mark Herman
Carla’s Song – Sally Hibbin, Ken Loach
Richard III. (Richard III) – Lisa Katselas Paré, Stephen Bayly, Richard Loncraine

### Beste Regie
Joel Coen – Fargo
Scott Hicks – Shine – Der Weg ins Licht (Shine)
Mike Leigh – Lügen und Geheimnisse (Secrets & Lies)
Anthony Minghella – Der englische Patient (The English Patient)

### Bester Hauptdarsteller
Geoffrey Rush – Shine – Der Weg ins Licht (Shine)
Ralph Fiennes – Der englische Patient (The English Patient)
Ian McKellen – Richard III. (Richard III)
Timothy Spall – Lügen und Geheimnisse (Secrets & Lies)

### Beste Hauptdarstellerin
Brenda Blethyn – Lügen und Geheimnisse (Secrets & Lies)
Frances McDormand – Fargo
Kristin Scott Thomas – Der englische Patient (The English Patient)
Emily Watson – Breaking the Waves

### Bester Nebendarsteller
Paul Scofield – Hexenjagd (The Crucible)
John Gielgud – Shine – Der Weg ins Licht (Shine)
Edward Norton – Zwielicht (Primal Fear)
Alan Rickman – Michael Collins

### Beste Nebendarstellerin
Juliette Binoche – Der englische Patient (The English Patient)
Lauren Bacall – Liebe hat zwei Gesichter (The Mirror Has Two Faces)
Marianne Jean-Baptiste – Lügen und Geheimnisse (Secrets & Lies)
Lynn Redgrave – Shine – Der Weg ins Licht (Shine)

### Bestes adaptiertes Drehbuch
Anthony Minghella – Der englische Patient (The English Patient)
Richard Loncraine, Ian McKellen – Richard III. (Richard III)
Arthur Miller – Hexenjagd (The Crucible)
Alan Parker, Oliver Stone – Evita

### Bestes Original-Drehbuch
Mike Leigh – Lügen und Geheimnisse (Secrets & Lies)
Ethan Coen, Joel Coen – Fargo
Mark Herman – Brassed Off – Mit Pauken und Trompeten (Brassed Off)
Jan Sardi –  Shine – Der Weg ins Licht (Shine)
John Sayles – Lone Star

### Beste Filmmusik
Gabriel Yared – Der englische Patient (The English Patient)
David Hirschfelder – Shine – Der Weg ins Licht (Shine)
Trevor Jones – Brassed Off – Mit Pauken und Trompeten (Brassed Off)
Andrew Lloyd Webber und Tim Rice – Evita

### Beste Kamera
John Seale – Der englische Patient (The English Patient)
Roger Deakins – Fargo
Darius Khondji – Evita
Chris Menges – Michael Collins

### Bester Ton
Jim Greenhorn, Toivo Lember, Livia Ruzic, Roger Savage, Gareth Vanderhope – Shine – Der Weg ins Licht (Shine)
Bob Beemer, Bill W. Benton, Chris Carpenter, Sandy Gendler, Val Kuklowsky, Jeff Wexler – Independence Day
Anna Behlmer, Eddy Joseph, Andy Nelson, Ken Weston, Nigel Wright – Evita
Mark Berger, Pat Jackson, Walter Murch, Christopher Newman, David Parker, Ivan Sharrock – Der englische Patient (The English Patient)

### Beste Kostüme
Shuna Harwood – Richard III. (Richard III)
Alexandra Byrne – Hamlet
Penny Rose – Evita
Ann Roth – Der englische Patient (The English Patient)

### Beste Maske
David LeRoy Anderson, Rick Baker – Der verrückte Professor (The Nutty Professor)
Lynda Armstrong, Martial Corneville, Colin Jamison, Jean-Luc Russier – 101 Dalmatiner (101 Dalmatians)
Nigel Booth, Fabrizio Sforza – Der englische Patient (The English Patient)
Sarah Monzani, Martin Samuel – Evita

### Bestes Szenenbild
Tony Burrough – Richard III. (Richard III)
Stuart Craig – Der englische Patient (The English Patient)
Tim Harvey – Hamlet
Brian Morris – Evita

### Bester Schnitt
Walter Murch – Der englische Patient (The English Patient)
Ethan Coen, Joel Coen – Fargo
Gerry Hambling – Evita
Pip Karmel – Shine – Der Weg ins Licht (Shine)

### Beste visuelle Effekte
Stefen Fangmeier, John Frazier, Henry LaBounta, Habib Zargarpour – Twister
Tricia Ashford, Volker Engel, Clay Pinney, Douglas Smith, Joe Viskocil – Independence Day
Jon Farhat – Der verrückte Professor (The Nutty Professor)
Eben Fiske Ostby, William Reeves – Toy Story

### Bester animierter Kurzfilm
Die alte Dame und die Tauben (La vieille dame et les pigeons) – Didier Brunner, Sylvain Chomet, Bernard Lajoie
Famous Fred – John Coates, Joanna Quinn, Catrin Unwin
Testament: The Bible in Animation (Ep.: Joseph) – Elizabeth Babakhina, Aida Zyablikova
Testament: The Bible in Animation (Ep.: Moses) – Gary Hurst, Naomi Jones
The Saint Inspector – Mike Booth, Richard Hutchison
Trainspotter – Neville Astley, Christopher Moll, Jeff Newitt

### Bester Kurzfilm
Funkenmariechen im Weltall (Des majorettes dans l’espace) – David Fourier, Carole Scotta
Butterfly Man – Barry Ackroyd, Robin MacPherson
Dual Balls – Laurence Bowen, Dan Zeff
Machination – Alice Beckmann, Ralph Seiler
Alles muss raus (Tout doit disparaître) – François Barat, Jean-Marc Moutout

### Bester nicht-englischsprachiger Film
Ridicule – Von der Lächerlichkeit des Scheins (Ridicule), Frankreich – Frédéric Brillion, Philippe Carcassonne, Patrice Leconte und Gilles Legrand
Antonias Welt (Antonia), Niederlande/Belgien/Großbritannien – Hans de Weers und Marleen Gorris
Kolya (Kolja), Tschechien – Eric Abraham und Jan Svěrák
Nelly & Monsieur Arnaud, Frankreich – Alain Sarde und Claude Sautet

## Spezial- und Ehrenpreise

### Academy Fellowship
- Woody Allen – US-amerikanischer Filmregisseur, Drehbuchautor und Schauspieler
- Julie Christie – britische Schauspielerin
- Oswald Morris – US-amerikanischer Kameramann
- Harold Pinter – britischer Drehbuchautor

### Herausragender britischer Beitrag zum Kino (Michael Balcon Award)
(Outstanding British Contribution to Cinema)
- Channel Four Films – Filmproduktionsfirma

### Special Award
- Harry Manley
- Dolby Laboratories Inc.